# Їржі Чадек
Їржі Чадек (чеськ. Jiří Čadek, 7 грудня 1935, Павліков — 20 грудня 2021) — чехословацький футболіст, що грав на позиції півзахисника, зокрема, за клуб «Дукла» (Прага), а також національну збірну Чехословаччини.
Семиразовий чемпіон Чехословаччини. Чотириразовий володар кубка Чехословаччини.

## Клубна кар'єра
Народився 7 грудня 1935 року в місті Павліков. Вихованець футбольної школи клубів «Сокіл» (Павліков) і «Спартак» (Страконіце).
У дорослому футболі дебютував 1952 року виступами за команду «Авія Чаковіце», в якій провів два сезони.
1954 року перейшов до клубу «Дукла» (Прага), за який відіграв 17 сезонів.  Завершив професійну кар'єру футболіста виступами за команду «Дукла» у 1971 році.

## Виступи за збірну
1957 року дебютував в офіційних матчах у складі національної збірної Чехословаччини. Протягом кар'єри у національній команді провів у її формі 3 матчі.
У складі збірної був учасником чемпіонату світу 1958 року у Швеції, де зіграв з Північною Ірландією (0-1).

## Титули і досягнення
- Чемпіон Чехословаччини (7):

«Дукла» (Прага): 1953, 1956, 1958, 1961, 1962, 1963, 1964, 1966
- Володар кубка Чехословаччини (4):

«Дукла» (Прага): 1961, 1965, 1966, 1969